# Bulgaria Open 2008
Die Bulgaria Open 2008 im Badminton fanden vom 7. bis 12. Oktober 2008 in Sofia statt. Das Preisgeld betrug 50.000 US-Dollar. Eine Woche früher fanden die Bulgarian International 2008 statt.

## Austragungsort
- Sofia Hall, Sofia

## Sieger und Platzierte
| Disziplin    | Gold                          | Silber                                | Bronze                         |
| ------------ | ----------------------------- | ------------------------------------- | ------------------------------ |
| Herreneinzel | Joachim Persson               | Hsieh Yu-hsing                        | Andre Kurniawan Tedjono        |
| Herreneinzel | Joachim Persson               | Hsieh Yu-hsing                        | Lee Tsuen Seng                 |
| Dameneinzel  | Petya Nedelcheva              | Rosaria Yusfin Pungkasari             | Gabriela Banova                |
| Dameneinzel  | Petya Nedelcheva              | Rosaria Yusfin Pungkasari             | Aditi Mutatkar                 |
| Herrendoppel | Mathias Boe Carsten Mogensen  | Fran Kurniawan Rendra Wijaya          | Rupesh Kumar Sanave Thomas     |
| Herrendoppel | Mathias Boe Carsten Mogensen  | Fran Kurniawan Rendra Wijaya          | Richard Eidestedt Andrew Ellis |
| Damendoppel  | Jwala Gutta Shruti Kurien     | Shendy Puspa Irawati Meiliana Jauhari | Yuka Hayashi Yukina Imura      |
| Damendoppel  | Jwala Gutta Shruti Kurien     | Shendy Puspa Irawati Meiliana Jauhari | Valeria Sorokina Nina Vislova  |
| Mixed        | Valiyaveetil Diju Jwala Gutta | Fran Kurniawan Shendy Puspa Irawati   | Rendra Wijaya Meiliana Jauhari |
| Mixed        | Valiyaveetil Diju Jwala Gutta | Fran Kurniawan Shendy Puspa Irawati   | Chris Adcock Gabrielle White   |

## Finalergebnisse
| Disziplin    | Sieger                        | Finalist                              | Ergebnis            |
| ------------ | ----------------------------- | ------------------------------------- | ------------------- |
| Herreneinzel | Joachim Persson               | Hsieh Yu-hsing                        | 17–21, 21–19, 21–19 |
| Dameneinzel  | Petya Nedelcheva              | Rosaria Yusfin Pungkasari             | 21–14, 21–12        |
| Herrendoppel | Mathias Boe Carsten Mogensen  | Fran Kurniawan Rendra Wijaya          | 25–23, 21–16        |
| Damendoppel  | Jwala Gutta Shruti Kurien     | Shendy Puspa Irawati Meiliana Jauhari | 21–11, 21–19        |
| Mixed        | Valiyaveetil Diju Jwala Gutta | Fran Kurniawan Shendy Puspa Irawati   | 15–21, 21–18, 21–19 |